# Лий Харви Осуалд
Лий Харви Осуалд (на английски: Lee Harvey Oswald) е ветеран от Корпус на морската пехота на Съединените щати, и единственият заподозрян в убийството на 35-ия президент на САЩ Джон Кенеди, както и в това на американски полицай, което става по-малко от час след това на президента.
Осуалд постъпва като морски пехотинец в Корпус на морската пехота на Съединените щати през 1956 г. През 1957 г. е прехвърлен в американската военноморска база NAFA в Атсуги, Япония – площадка за изтрелване на разузнавателна техника на Централно разузнавателно управление на САЩ. През 1959 г. Осуалд заминава за СССР, където се жени за Марина Прусакова, от която има две деца. След няколко опита за неуспешно получаване на съветско гражданство на Осуалд, Марина получава разрешение от американското посолство в Москва да имигрира в САЩ, и двамата заминават за Ървинг, Далас, където се установяват за постоянно, до смъртта на Осуалд през 1963 г.
На 29 ноември 1963 е сформирана т.нар. комисия „Уорън“, която да разследва фактите и обстоятелствата около убийството на президента Кенеди. Тя достига до заключението, че Осуалд е действал сам, чрез т.нар. „магически куршум“, който едновременно убива президента и ранява тежко губернатора на Тексас, Джон Конъли. След като е заловен и арестуван, Осуалд е убит само 48 ч след покушението от собственика на нощен клуб в Далас Джак Руби. Малко преди да бъде застрелян, Осуалд заявява, че е „набеден“, не е убивал никого, и че иска право да се защитава в съда, което му е отказано. С течение на времето, и след като започва разсекретяването на официалните архиви по атентата срещу президента Кенеди, и излизането на бял свят на т.нар. „видео Запрюдер“, редица независими изследователи и документалисти оспорват официалната версия за „един стрелец“. Чрез независими разследвания, пръстови отпечатъци, разпити на медицински лица и свидетели, поддръжниците на тази теория твърдят, че самият Лий Харви Осуалд не е бил на официалното място на покушението, а то е извършено от няколко стрелци, разположени на различни места.